# Albert Gábor (színművész)
Albert Gábor (Budapest, 1959. december 10. –) magyar színész.

## Életpályája
A Nemzeti Színház stúdiójában végzett 1983-ban. Színészi pályáját a kecskeméti Katona József Színházban kezdte. 1986-tól Szegedre szerződött. 1988-tól az Arany János Színházban szerepelt.1991-től ismét a Szegedi Nemzeti Színház, majd 1993-tól a Pécsi Nemzeti Színház tagja volt. 1995-től szabadfoglalkozású színművész, játszott többek között a Ruttkai Éva Színházban, az Újpest Színházban, a Nevesincs Színházban, a Szkéné Színházban, az Erzsébetligeti Színházban, a Kassai Thália Színház, a Holdvilág Kamaraszínházban és a Pinceszínházban.

## Fontosabb színházi szerepei
- William Shakespeare: Hamlet... II. sírásó
- Jevgenyij Lvovics Svarc: Hókirálynő... Key
- Id. Alexandre Dumas - Várady Szabolcs: A három testőr... Porthos
- Eugène Scribe: Egy pohár víz.. Francia követ
- Trevor Griffith: Komédiások... Gid Mussay
- Eugène Ionesco: Rinocérosz... Tűzoltó
- Jean Anouilh: Becket vagy Isten becsülete... IV. Angol báró
- Nyikolaj Vasziljevics Gogol: A revizor... Dobcsinszkij
- Fjodor Mihajlovics Dosztojevszkij – Kárpáti Levente – Száraz Eszter: A Karamazov testvérek... Szmergyakov
- Arnold Wesker: A konyha... Mangolis
- Alexandre Breffort: Irma, te édes... Achille; Hekus; Kuntsaf; Őr
- William Mastrosimone: A pulóvergyűjtő... Cliff
- Georges Feydeau: A hülyéje... Crépin Vatelin
- Jack Popplewell – Robert Thomas: A hölgy fecseg és nyomoz... Max
- Vörösmarty Mihály: Csongor és Tünde... Csongor
- Nóti Károly: Nyitott ablak... Sramek
- Rejtő Jenő: Vesztegzár a Grand Hotelban... Sergus; Burns
- Horváth Péter – Presser Gábor – Sztevanovity Dusán: A padlás... Lámpás
- Weöres Sándor: A holdbeli csónakos... Lapátos hindu; Nagymedve
- Schwajda György: A csoda... Nagy Vencel
- Polgár András Az évszázad betege... dr. Ackermann
- Karinthy Ferenc: Leánykereskedő... Borisz
- Karinthy Ferenc – Vándorfi László: Tanár úr kérem... Neugebauer
- Baka István: A korinthoszi menyasszony... Százados
- Csukás István: Ágacska... Festő

## Filmek, tv
- Szomszédok
- A szellem napvilága
- Cobra 11 - Kai-Uwe Schröder - Markus H. Eberhard
- Hol volt, hol nem volt...